# 謝貞
謝貞（534年—585年），字元正，陳郡陽夏人，南北朝北周、南陳官員。
謝貞是東晉太傅謝安的八世孫，祖父謝經擔任南梁著作佐郎、太子舍人；父親謝藺則為正員外郎，兼散騎常侍。謝貞自小聰明不造作，祖母阮氏因為風眩，一旦發作就有一二天不能進食，謝貞時年七歲。祖母不食，他也跟著不食，每次如此，令親友覺得奇異。母親王氏教導他《論語》、《孝經》，讀完就背誦。八歲時，謝貞為春日閑居寫作五言詩，從舅尚書王筠詫異詩歌的高雅情趣，對親友說：「這孩子可以有大成，至如『風定花猶落』，及得上惠連了。」於是他開始知名。十三歲，謝貞大致明白五經意義，善於《左氏》，工於草隸蟲篆。到他十四歲，父親謝藺逝世，他叩頭哭泣，暈倒後醒來繼續幾次；當初謝藺因母親阮氏絕食而死，家人朋友都怕謝貞也會這樣，堂叔謝洽、族兄謝暠一同前往華嚴寺，請長爪禪師對他說法，說：「孝子既然沒有無兄弟，就應該自愛，如果過度哀傷而死，誰來養育母親？」於是謝貞進食稠粥。侯景之亂，謝貞的家屬離散逃亡，他在江陵陷沒西魏，謝暠到番禺逃難，而王氏則在宣明寺出家。陳霸先受禪建立南陳，謝暠回鄉供養王氏差不多二十年。
謝貞在北周時曾侍奉周武帝愛弟趙王宇文招讀書，宇文招厚待他，得知他獨處時總會不停哭泣，私下問他才知道他的母親王氏在家鄉，就對他說：「假如寡人可以就藩，一定遣送侍讀回家。」幾年後宇文招出鎮，臨行前向面周武帝奏請放謝貞回國。武帝詫異宇文招的仁愛，派聘使杜子暉和他歸國，當年為陳朝太建五年（573年）。回國後，他獲授智武府外兵參軍事，很快遷任尚書駕部郎中和侍郎。始興王陳叔陵擔任揚州刺史，任用祠部侍郎阮卓為記室，徵召謝貞為主薄，他不得已赴任，不久轉為府錄事參軍，領丹陽丞。他估計陳叔陵可能心懷異志，因此和阮卓疏遠於陳叔陵，每次宴會都用病推辭，不曾參與，陳叔陵一向敬重他們，不曾怪罪。陳宣帝駕崩，陳叔陵謀反，其屬下多被判罪，只有謝貞和阮卓沒有牽連。
陳後主詔令謝貞入宮掌管中宮管記，遷任南平王陳嶷的王友，加招遠將軍，管理記室事。王府長史汝南周確剛剛就任都官尚書，請求他寫作讓表，後主看過後覺得很驚奇，在宴席中問周確：「讓表是你寫的嗎？」周確回答：「讓表是謝貞寫的。」因此後主命令施文慶賜給他祿米一百石。至德三年（585年），母親逝世辭官，不久詔令叫謝貞回到王府，加招遠將軍，主管記室；他回應辭讓，朝廷不准許，但他身子虛弱不能到達官舍。尚書右丞徐祚、尚書左丞沈客卿來探望謝貞，看到他消瘦不堪，二人不禁然歎息，徐祚勸說他：「你年事已高，禮制異有規定，要節哀自保啊。」他因此感動到短暫斷氣，徐祚和沈客卿痛哭，之後默然離開。徐祚和沈客卿說：「真的，孝門有孝子。」沈客卿說：「謝貞家傳至孝，士大夫誰不向往，這次不能起用，怎辦？」
吏部尚書吳興姚察和謝貞友好，他病重時姚察來探望，詢問他的後事，謝貞說：「我遭遇不幸，將要死去壤。族子謝凱等人剛剛成立，我已經上疏朝廷托付，就不需要再麻煩你了。說不定很快我就會不省人事，要和你們永別。我的兒子才六歲，名靖，字依仁，我不能忘懷，想托付與你。」當夜他去世，朝廷令賜米一百斛，布三十匹。後主問姚察：「謝貞有什麼親屬？」姚察回答：「他有一子年六歲。」立即下詔長期提供衣糧。謝貞病重期間留下遺書給族子謝凱，內容提到：「我少年時遭到不幸，十四歲喪父，十六歲就遇上太清之禍，在外國流浪二十多年。我惶恐不安，才感動天地讓我回國侍奉母親，守先人墳墓，對我來說已經滿足。想不到朝廷提拔我這個無才之人，升遷到現在這個高位，一死都無法報答國家。這次快要撒手人寰，沒有太多牽掛，死後能直接棄屍在草野，按照佛家的屍陀林法是我的願望，但怕你們不同意。那可以用薄板造棺材放在靈車，覆蓋葦席，挖坑掩埋。另外我一生少兄弟，沒有其他子孫，兒子謝靖年幼，不懂人事，三個月內放張小床，放些香水，盡兄弟之情就可以了，無益的事不要做。」謝貞的文集因為戰亂都散失了。

## 引用
1. 1 2  《陳書·卷三十二·列傳第二十六》：謝貞字元正，陳郡陽夏人，晉太傅安九世孫也。祖經，梁著作佐郎、太子舍人。父藺，正員外郎，兼散騎常侍。貞幼聰敏，有至性。祖母阮氏先苦風眩，每發便一二日不能飲食，貞時年七歲，祖母不食，貞亦不食，往往如是，親族莫不奇之。母王氏，授貞論語、孝經，讀訖便誦。八歲，嘗為春日閑居五言詩，從舅尚書王筠奇其有佳致，謂所親曰：「此兒方可大成，至如『風定花猶落』，乃追步惠連矣。」由是名輩知之。年十三，略通五經大旨，尤善左氏傳，工草隸蟲篆。
2. 1 2  《南史·卷七十四·列傳第六十四》：謝藺字希如，陳郡陽夏人，晉太傅安之八世孫也。父經，北中郎諮議參軍。……子貞。貞字元正，幼聰敏，有至性。祖母阮氏先苦風眩，每發，便一二日不能飲食。貞時年七歲，祖母不食，貞亦不食，往往如此。母王氏授以論語、孝經，讀訖便誦。八歲，嘗為春日閒居詩，從舅王筠奇之，謂所親曰：「至如'風定花猶落'，乃追步惠連矣。」年十三，尤善左氏春秋，工草隸蟲篆。
3. ↑  《陳書·卷三十二·列傳第二十六》：十四，丁父艱，號頓於地，絕而復蘇者數矣。初，父藺居母阮氏憂，不食泣血而卒，家人賓客懼貞復然，從父洽、族兄暠乃共往華嚴寺，請長爪禪師為貞說法，仍謂貞曰：「孝子既無兄弟，極須自愛，若憂毀滅性，誰養母邪？」自後少進饘粥。太清之亂，親屬散亡，貞於江陵陷沒，暠逃難番禺，貞母出家於宣明寺。及高祖受禪，暠還鄉里，供養貞母，將二十年。
4. ↑  《南史·卷七十四·列傳第六十四》：十四，丁父艱，號頓於地，絕而復蘇者數矣。初貞父藺以憂毀卒，家人賓客復憂貞，從父洽、族兄暠乃共請華嚴寺長爪禪師為貞說法。仍譬以母須侍養，不宜毀滅，乃少進饘粥。及魏克江陵，入長安。暠逃難番禺，貞母出家于宣明寺。及陳武帝受禪，暠還鄉里，供養貞母，將二十年。
5. ↑  《陳書·卷三十二·列傳第二十六》：初，貞在周嘗侍趙王讀，王即周武帝之愛弟也，厚相禮遇。王嘗聞左右說貞每獨處必晝夜涕泣，因私使訪問，知貞母年老，遠在江南，乃謂貞曰：「寡人若出居藩，當遣侍讀還家供養。」後數年，王果出，因辭見，面奏曰：「謝貞至孝而母老，臣願放還。」帝奇王仁愛而遣之，因隨聘使杜子暉還國。
6. ↑  《南史·卷七十四·列傳第六十四》：初貞在周，嘗侍周武帝愛弟趙王招讀，招厚禮之。聞其獨處，必晝夜涕泣，私問知母在鄉，乃謂曰：「寡人若出居藩，當遣侍讀還家。」後數年，招果出，因辭，面奏請放貞還。帝奇招仁愛，遣隨聘使杜子暉歸國。是歲陳太建五年也。
7. ↑  《陳書·卷三十二·列傳第二十六》：太建五年，貞乃還朝，除智武府外兵參軍事。俄遷尚書駕部郎中，尋遷侍郎。及始興王叔陵為揚州刺史，引祠部侍郎阮卓為記室，辟貞為主薄，貞不得已乃行。尋遷府錄事參軍，領丹陽丞。貞度叔陵將有異志，因與卓自疏於王，每有宴遊，輒辭以疾，未嘗參預，叔陵雅欽重之，弗之罪也。俄而高宗崩，叔陵肆逆，府僚多相連逮，唯貞與卓獨不坐。
8. ↑  《南史·卷七十四·列傳第六十四》：始自周還時，始興王叔陵為揚州刺史，引祠部侍郎阮卓為記室，辟貞為主簿。尋遷府錄事參軍，領丹陽丞。貞知叔陵有異志，因與卓自疏于王。每有宴遊，輒以疾辭，未嘗參預，叔陵雅重之，弗之罪也。及叔陵肆逆，唯貞與卓不坐。
9. ↑  《陳書·卷三十二·列傳第二十六》：後主仍詔貞入掌中宮管記，遷南平王友，加招遠將軍，掌記室事。府長史汝南周確新除都官尚書，請貞為讓表，後主覽而奇之。嘗因宴席問確曰：「卿表自製邪？」確對曰：「臣表謝貞所作。」後主因敕舍人施文慶曰：「謝貞在王處，未有祿秩，可賜米百石。」至德三年，以母憂去職。頃之，敕起還府，仍加招遠將軍，掌記室。貞累啟固辭，敕報曰：「省啟具懷，雖知哀煢在疚，而官俟得才，禮有權奪，可便力疾還府也。」貞哀毀羸瘠，終不能之官舍。
10. ↑  《南史·卷七十四·列傳第六十四》：再遷南平王友，掌記室事。府長史汝南周確新除都官尚書，請貞為讓表，後主覽而奇之。及問知貞所作，因敕舍人施文慶曰：「謝貞在王家未有祿秩，可賜米百石。」以母憂去職。頃之，敕起還府，累啟固辭，敕不許。貞哀毀羸瘠，終不能之官舍。
11. ↑  《陳書·卷三十二·列傳第二十六》：時尚書右丞徐祚、尚書左丞沈客卿俱來候貞，見其形體骨立，祚等愴然歎息，徐喻之曰：「弟年事已衰，禮有恆制，小宜引割自全。」貞因更感慟，氣絕良久，二人涕泣，不能自勝，憫默而出。祚謂客卿曰：「信哉，孝門有孝子。」客卿曰：「謝公家傳至孝，士大夫誰不仰止，此恐不能起，如何？」
12. ↑  《陳書·卷三十二·列傳第二十六》：吏部尚書吳興姚察與貞友善，及貞病篤，察往省之，問以後事，貞曰：「孤子舋禍所集，將隨灰壤。族子凱等粗自成立，已有疏付之，此固不足仰塵厚德。即日迷喘，時不可移，便為永訣。弱兒年甫六歲，名靖，字依仁，情累所不能忘，敢以為託耳。」是夜卒，敕賻米一百斛，布三十匹。後主問察曰：「謝貞有何親屬？」察因啟曰：「貞有一子年六歲。」即有敕長給衣糧。初，貞之病亟也，遺疏告族子凱曰：「吾少罹酷罰，十四傾外蔭，十六鍾太清之禍，流離絕國，二十餘載。號天蹐地，遂同有感，得還侍奉，守先人墳墓，於吾之分足矣。不悟朝廷採拾空薄，累致清階，縱其殞絕，無所酬報。今在憂棘，晷漏將盡，斂手而歸，何所多念。氣絕之後，若直棄之草野，依僧家尸陀林法，是吾所願，正恐過為獨異耳。可用薄板周身，載以靈車，覆以葦席，坎山而埋之。又吾終尠兄弟，無他子孫，靖年幼少，未閑人事，但可三月施小床，設香水，盡卿兄弟相厚之情，即除之，無益之事，勿為也。」……所有文集，值兵亂多不存。
13. ↑  《南史·卷七十四·列傳第六十四》：吏部尚書姚察與貞友善，及貞病篤，問以後事。貞曰：「孤子釁禍所集，將隨灰壤，族子凱等粗自成立，己有疏付之，此固不足仰塵厚德。弱兒年甫六歲，名靖，字依仁，情累所不能忘，敢以為托。」是夜卒。後主問察曰：「謝貞有何親屬？「察以靖答，即敕長給衣糧。初貞之病，有遺疏告族子凱：「氣絕之後，若依僧家屍陀林法，是吾所願，正恐過為獨異。可用薄板周身，載以露車，覆以草席，坎山次而埋之。又靖年尚小，未閱人事，但可三月施小床，設香水，盡卿兄弟相厚之情。即除之，無益之事，勿為也。」

## 延伸阅读
[在维基数据编辑]
 《陳書·卷32》，出自姚思廉《陳書》